# أحمد بري
أحمد بري هو رئيس الأركان في الجيش السوري الحر. شغل بري منصب رئيس الأركان في تشرين الأول/أكتوبر 2014 وذلك بعد عبد الإله البشير. في كانون الأول/ديسمبر 2014 وبعد مرور أقل من عام واحد على توليه المنصب تم استبداله من قبل العميد عبد الكريم الأحمد. في تموز/يوليو 2015 وبعد خلاف مع المجلس العسكري الأعلى والائتلاف الوطني السوري أوعز بري على العودة للجيش السوري الحر كرئيس هيئة الأركان العامة، غير أن منصبه ذلك لم يُعترف به رسميا من قبل المجلس العسكري الأعلى.

## الحرب الأهلية السورية
منذ عام 2012 وبري يشغل منصب قائد المجلس العسكري في حماة. كان له تأييد في مجموعة من الأوساط لكن الجيش السوري الحر وتحت قيادته قام بارتكاب مجزرة عقرب وذلك في كانون الأول/ديسمبر 2012 مما أدى إلى مقتل ما بين 125 حتى 300 من المدنيين معظمهم من أقلية العلويين (نفس طائفة الرئيس السوري بشار الأسد). في 31 ديسمبر 2013 وبينما كان في طريقه إلى تفتناز اعتقل مع اثنين من جنوده من قبل عناصر من الدولة الإسلامية في العراق والشام بالقرب من سراقب وهي مدينة في شمال إدلب. ضغط المجلس العسكري بشكل كبير من أجل إطلاق سراحه وخرج مجموعة من المواطنين في مظاهرات تنديدا باحتجازه في معرة النعمان في حماة.